# Pogórze Spiskie

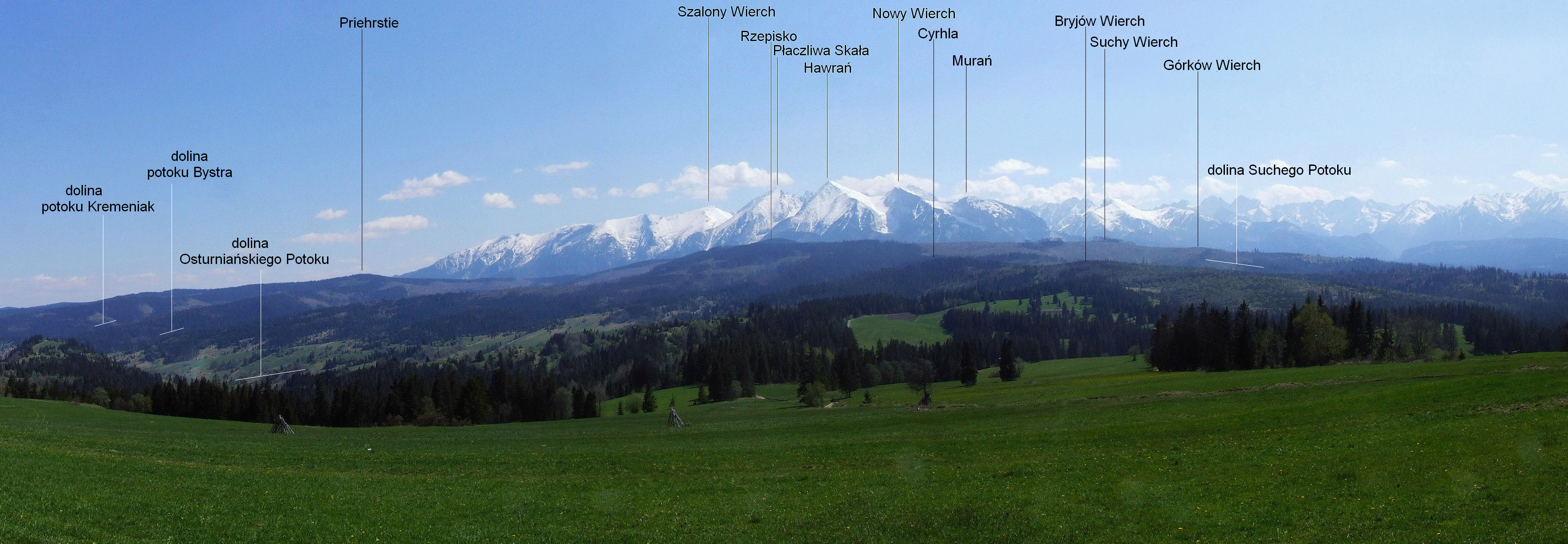
Magura Spiska

Pogórze Spiskie – mikroregion, część Pogórza Spisko-Gubałowskiego, znajdująca się pomiędzy Doliną Białki na zachodzie a doliną Popradu na wschodzie. Leży na pograniczu Polski i Słowacji w Karpatach Zachodnich, przy czym większa część tego regionu znajduje się na Słowacji. Najwyższym szczytem jest Rzepisko (1259 m).

## Topografia
Pogórze Spiskie sąsiaduje z Pieninami na północy, Rowem Podtatrzańskim i Kotliną Spiską na południu i wschodzie. Czasami wyróżnia się w nim dwie części:
- Magura Spiska – główne pasmo ciągnące się na długości ponad 30 km na terenie Słowacji. Znajduje się w nim najwyższy szczyt – Rzepisko[1]
- Zamagurze Spiskie – północno-zachodnia część znajdująca się na terenie Polski i na granicy polsko-słowackiej, pomiędzy Pieninami Spiskimi a Magurą Spiską[2].

Geografowie słowaccy, jak również wielu polskich nie wydzielają jednak Zamagurza jako odrębny region. Przy takim ujęciu Pogórze Spiskie i Magura Spiska to synonimy. Jerzy Kondracki w swojej regionalizacji geograficznej Polski używa nazwy Pogórze Spiskie, zaś Magurą Spiską nazywa jego główne pasmo górskie ciągnące się niemal wyłącznie na Słowacji.

## Opis regionu
Pogórze Spiskie jest najbardziej rozczłonkowaną i najdalej na wschód wysuniętą częścią Pogórzy Północnotatrzańskich. Zbudowane jest z warstw fliszu karpackiego. Jest w dużym stopniu zalesione i słabo zaludnione. Osiedla znajdują się nie tylko w dolinach potoków, ale również na wierzchowinach. Warunki do uprawy gleby niekorzystne, stąd też zamieszkująca je ludność trudniła się głównie pasterstwem. Pod względem historycznym i etnograficznym region ten należy do Spiszu. Obecnie coraz większą uwagę przywiązuje się do rozwoju turystyki i rekreacji (narciarstwo). Na najlepiej zachowanych obszarach utworzono kilka rezerwatów przyrody. Na terenie Polski jest to rezerwat przyrody Niebieska Dolina w Łapszach Niżnych. Na Słowacji południowo-wschodnia część Magury Spiskiej ze szczytem Rzepisko włączona została w obszar Tatrzańskiego Parku Narodowego i wydzielono w niej 3 obszary ochrony ścisłej.